# Wojciech Pawlak
 Wojciech Pawlak (ur. 31 października 1969 w Ostrowie Wielkopolskim) – polski kolarz torowy i szosowiec, olimpijczyk z Seulu 1988 i Barcelony 1992.
Wielokrotny medalista mistrzostw Polski:
- złoty
  - w wyścigu drużynowym na 4 km na dochodzenie w latach 1991, 1992,
  - w wyścigu długodystansowym (50 km) w latach 1989, 1990,
  - w wyścigu dwójkami ("amerykańskim") w latach 1988, 1989, 1990,
  - w wyścigu parami na czas (szosa) w roku 1998 (partnerem był Bernard Bocian)
- srebrny
  - w wyścigu długodystansowym (50 km) w roku 1993,
  - w wyścigu dwójkami ("amerykańskim") w roku 1993,
  - w jeździe indywidualnej na czas w roku 2002[1]
- brązowy
  - w wyścigu drużynowym na 4 km na dochodzenie w roku 1989,
  - w wyścigu długodystansowym (50 km) w latach 1988, 1992,
  - w wyścigu dwójkami ("amerykańskim") w roku 1991,
  - w wyścigu drużynowym na szosie w roku 1993.

Reprezentował m.in. kluby: Włókniarz Kalisz, Broń Radom, Społem Łódź i ZiBi Casio Częstochowa.
W latach 1998–2001 uczestnik Wyścigu Pokoju, w którym jednak nie osiągnął znaczących sukcesów (dwóch wyścigów nie ukończył w latach 1998, 2000, w roku 1999 - 52. miejsce w klasyfikacji generalnej, a w roku 2001 - 50. miejsce).
Uczestnik mistrzostw świata w latach 1989, 1990, 1991, w których nie odniósł większych sukcesów.
Na igrzyskach startował dwukrotnie w wyścigu punktowym, zajmując 16. miejsce (w roku 1988) i 12. miejsce w roku 1992.